# European Association of Development Research and Training Institutes
Die European Association of Development Research and Training Institutes (französisch Association Européenne des Instituts de Recherche et de Formation en Matière de Développement, EADI) ist der europäische Dachverband der Entwicklungsforschung. EADI hat (Stand 2010) etwa 300 Mitglieder in 27 Ländern Europas:S. 26, davon sind gut die Hälfte institutionelle Mitglieder, also Forschungs- und Ausbildungsinstitute im Bereich Entwicklungsforschung und Entwicklungszusammenarbeit.

## Ziele und Tätigkeiten
Ziel des Verbandes ist es, die Qualität von Entwicklungsforschung und -ausbildung zu erhöhen, die wissenschaftliche Kooperation in diesem Fachbereich zu fördern und die Forschungsergebnisse auch für die Öffentlichkeit zugänglich zu machen. Weitere Ziele sind die interdisziplinäre Zusammenarbeit der europäischen Entwicklungsforschung sowie die Vernetzung mit vergleichbaren Forschungs- und Ausbildungseinrichtungen, individuellen Wissenschaftlern und ihren Dachverbänden in den Entwicklungsländern. EADI ist selbst Teil eines weltweiten Verbundes regionaler Verbände von Entwicklungsforschungs- und Ausbildungsinstituten (Interregional Coordinating Committee of Development Associations – ICCDA). Die Zusammenarbeit und der Austausch zwischen den Mitgliedern von EADI erfolgt in thematischen Arbeitsgruppen. EADI gibt eine eigene internationale Zeitschrift heraus, das European Journal of Development Research (EJDR), und veröffentlicht die Ergebnisse der Arbeitsgruppen in einer eigenen Buchreihe.
Die Finanzierung der Verbandsarbeit geschieht unter anderem durch Mitgliedsbeiträge, Zuschüsse (Bundesministerium für wirtschaftliche Zusammenarbeit und Entwicklung; Land Nordrhein-Westfalen) und durch die Beteiligung an wissenschaftlichen EU-Projekten.:S. 27

### Akkreditierung von Studiengängen
Im Rahmen der Verbandsarbeit zur Qualitätssicherung wurde von EADI ein Verfahren zur Akkreditierung von Studiengängen der Entwicklungsforschung erarbeitet. Ein Akkreditierungsrat („International Accreditation Council“, IAC/EADI) mit Experten aus dem Fachgebiet führt die Akkreditierungen auf Basis von Richtlinien durch, die ihrerseits auf den
Standards der European Association for Quality Assurance in Higher Education (ENQA) aufbauen.

### Generalkonferenzen
Alle drei Jahre organisiert EADI mit einem der Mitgliedsinstitute eine große internationale Konferenz, die der fachlichen Diskussion der Forschungsergebnisse der Mitglieder und der Präsentation genereller entwicklungspolitischer Themen gegenüber der Öffentlichkeit dient.
| Jahr | Thema | Ort       |
| ---- | --- | --------- |
| 1975 | A New International Economic Order: Economic, Social and Political Implications                                         | Linz      |
| 1978 | Europe’s Role in World Development                                                                                      | Milan     |
| 1981 | Emerging Development Patterns: European Contributions                                                                   | Budapest  |
| 1984 | Development and Cooperation: European Initiatives                                                                       | Madrid    |
| 1987 | Managing the World Economy or Reshaping World Society? Towards a Definition of Europe’s Choices                         | Amsterdam |
| 1990 | New Challenges for European Development Research: Sustainable Development and Changes in Europe                         | Oslo      |
| 1993 | Transformation and Development: Eastern Europe and the South                                                            | Berlin    |
| 1996 | Globalisation, Competitiveness and Human Security: Challenges for Development Policy and Institutional Change           | Wien      |
| 1999 | Europe and the South in the 21st Century: Challenges for Renewed Co-operation                                           | Paris     |
| 2002 | EU Enlargement in a Changing World – Challenges for Development Co-operation in the 21st Century                        | Ljubljana |
| 2005 | Insecurity and Development: Regional Issues and Policies for an Interdependent World                                    | Bonn      |
| 2008 | Global Governance for Sustainable Development: The Need for Policy Coherence and New Partnerships                       | Geneva    |
| 2011 | Rethinking Development in an Age of Scarcity and Uncertainty: New Values, Voices and Alliances for Increased Resilience | York      |

## Geschichte
Der Verband wurde 1975 in Linz/Österreich gegründet. Der Sitz des Verbandes war zunächst in Wien (1975 - 81), dann in Tilburg/NL (1982 - 87) und Genf/CH (1988 - 99). Seit dem 1. Januar 2000 ist EADI in Bonn (Kaiser-Friedrich-Straße 11) angesiedelt und unterhält hier zudem sein internationales Sekretariat. Die Internationale Weiterbildung und Entwicklung GmbH (INWENT), das Deutsche Institut für Entwicklungspolitik und das Zentrum für Entwicklungsforschung (ZEF) übernahmen gemeinschaftlich am neuen Sitz des Verbandes die Schirmherrschaft.